# معتقدات شعبية ألبانية
تضم المعتقدات الشعبية الألبانية (بالألبانية: besimet popullore shqiptare) كل المعتقدات التي يعبَر عنها في تقاليد الشعب الألباني وطقوسه وخرافاته وأساطيره وحكاياته. تعود عناصر الميثولوجيا الألبانية إلى أصول بلقانية قديمة، وجميعها تقريبًا وثنية. وقد تطور الفلكلور الألباني عبر القرون ضمن مجتمع ذي ثقافة قبلية شبه معزول. انتقلت الحكايات الشعبية الألبانية بالتواتر الشفهي عبر الأجيال، وما تزال حية إلى حد كبير في المناطق الجبلية ضمن ألبانيا وكوسوفو وغرب مقدونيا، وبين أوساط الأربيريشي في إيطاليا والأرفانيت في اليونان.
في الميثولوجيا الألبانية، تُعزى الظواهر الفيزيائية والعناصر والأجسام المادية إلى كائنات فوق طبيعية. ولا تكون الآلهة من البشر عمومًا، بل تجليات تجسيدية للطبيعة، وتتصف بالأرواحية. في المعتقدات الشعبية الألبانية، تشكل الأرضُ الموضوعَ الرئيسي لعبادة طائفة خاصة، وتلعب النار دورًا هامًا، إذ تُعتبر عنصرًا حيًا إلهيًا مقدسًا يُستخدم في الطقوس الشعائرية وتقديم القرابين والتطهير. ترتبط عبادة النار بطائفة الشمس وطائفة الموقد وطائفة الخصوبة في الزراعة وتربية الحيوانات. وتمثل الـ«بيجا» ممارسةً شائعة في الثقافة الألبانية، وهي عبارة عن القسَم بالشمس والقمر والسماء والأرض والحجر والجبل والماء والأفعى، إذ تُعتبر جميعها عناصر مقدسة. وتظهر طائفتا الشمس والقمر أيضًا في أساطير الألبان وفنونهم الشعبية.
تنتظم الأساطير والخرافات الألبانية حول موضوع ديكوتومية الخير والشر، وأشهر ما يمثل ذلك هو المعركة الأسطورية بين الإله درانغ والشيطان بولا (أو كولشيدرا)، والتي هي عبارة عن عودة مجازية دورية في عالم الموت المائية والأرضية، تحقق التجدد الكوني لتناسخ الأرواح، في حين ترسي اضطراباتُ القدر -المتمثلة في الآلهة أورا أو فاتيا- نظامَ الكون وتفرض قوانينه.
والتحول فكرة رئيسية شديدة الشيوع ضمن القَصص الألباني الشعبي: إذ يتحول الرجال إلى غزلان وذئاب وبوم، في حين تتحول النساء إلى قواقم وطيور وقواقية وسلاحف. ومن بين الشُعب الرئيسية للشعر الشعبي الألباني، يبرز الـ«كانيه كريشنيكش» (بالألبانية: Kângë Kreshnikësh، أي: أغنيات الأبطال)، وهو الدورة التقليدية للأغاني الملحمية الألبانية المبنية على عبادة البطل الأسطوري.

## النشأة
تعود عناصر الميثولوجيا الألبانية إلى أصول بلقانية قديمة، وجميعها تقريبًا وثنية. تُعتبر الديانة الإيليرية القديمة واحدًا من المصادر التي تطور منها القصص الأسطوري والفلكلور الألباني، عاكسًا خلال ذلك عدد من العناصر التي تتوازى مع نظائر لها في الميثولوجيا الإغريقية والرومانية القديمة. يُظهر القصص الأسطوري الألباني أيضًا نقاط تشابه مع فروع هندية أوروبية أخرى للتقاليد والمواريث المجاورة، مثل الملاحم الشفهية لدى السلاف الجنوبيين والحكايات الشعبية لدى اليونانيين.
لقد ورثت الميثولوجيا الألبانية نمط القصص الملحمي الهندي الأوروبي الذي يتناول المحاربين القدامى، وذلك تراث يتشارك فيه الألبان مع الإغريق القدماء  وإنجلترا بدايةِ القرون الوسطى وألمانيا القروسطية والسلاف الجنوبيين. وعلاوة على ذلك، تحتفظ المعتقدات الشعبية الألبانية بالتراث الهندي الأوروبي النموذجي الذي يقوم على آلهة يسكنون في أعلى الجبال وأكثرها تعذرًا على البلوغ (جبل تومور)، وآلهة السماء والبرق والطقس والنار (زوجزي وبيريندي وشوردي وفيربتي وإينجي وفاترا ونانا إي فوتريس)، وأسطورة «ابنة الشمس والقمر» (بالألبانية: Bija e Hanës e Diellit)، وأسطورتي «ذبح الثعبان» و«النار في الماء» (درانغ وبولا)، وآلهة المصائر والقدر (زانا وأورا وفاتيا وميرا)، وحارس بوابة العالم السفلي (الكلب ثلاثي الرؤوس الذي لا ينام أبدًا).

## التاريخ
عند تعقب الفلكلور الألباني، نجد أن آثاره تعود إلى الميثولوجيا البلقانية القديمة مع ركيزة مستمدة من الديانة الإيليرية، ويتوفر فيه عدد من نقاط اللقاء مع ميثولوجيا اليونان وروما القديمتين. نُصِّر الألبان بتأثير روماني كاثوليكي، خلال القرنين الرابع والخامس على الأغلب. وفي أوقات لاحقة، بعد الانقسام بين الغيغ والتوسك، اعتنق الألبان الكاثوليكية في الشمال والأرثوذكسية في الجنوب.
في نص جُمع خلال بدايات القرن الحادي عشر تقريبًا باللغة البلغارية، يرد ذكر الألبان باسمهم الإثني القديم –الأرباناسي- ويوصفون بأنهم أنصاف مؤمنين. وقد دخل الإسلام إلى ألبانيا للمرة الأولى في القرن الخامس عشر بعد الغزو العثماني للمنطقة. وفي زمن العثمانيين، في معظم الأوقات بهدف الفرار من الضرائب الأعلى التي فُرضت على الأتباع المسيحيين، اعتنقت غالبية الألبان الإسلام، غير أن جزءًا واحدًا ظل على معتقداته المسيحية وما قبل المسيحية. وصف الشاعر البريطاني اللورد بايرون (1788-1824) عقيدة الألبان الدينية كما يلي: «بالكاد كان اليونانيون ينظرون إليهم على أنهم مسيحيون، وكذلك الأتراك على أنهم مسلمون؛ وهم في الحقيقة مزيج من تلك وهذا، وأحيانًا لا تلك ولا هذا». في القرن الثامن عشر، وصلت الطريقة الصوفية البكتاشية أيضًا إلى ألبانيا، إذ انتقلت إلى البلاد بعد حظر جميع الطرق الصوفية في تركيا عام 1925 وأقامت مقرها الرئيسي في مدينة تيرانا. ومنذ تأسيسها في عام 1912، كانت ألبانيا دولة علمانية، وأصبحت ملحدة تحت حكم النظام الشيوعي، ثم عادت إلى علمانيتها بعد سقوطه.  
وقد تطور الفلكلور الألباني عبر القرون ضمن مجتمع ذي ثقافة قبلية شبه معزول، وعلى الرغم من كل هذه التغييرات التي طرأت في منظومة الاعتقاد الألبانية، ثمة أساس قديم من معتقدات ما قبل المسيحية نجا إلى يومنا هذا. انتقلت الحكايات والأساطير الشعبية الألبانية بالتواتر الشفهي عبر الأجيال، وما تزال حية إلى حد كبير في المناطق الجبلية ضمن ألبانيا وكوسوفو وغرب مقدونيا، وبين أوساط الأربيريشي في إيطاليا والأرفانيت في اليونان.